# Riocaud
Riocaud är en kommun i departementet Gironde i regionen Nouvelle-Aquitaine i sydvästra Frankrike. Kommunen ligger i kantonen Sainte-Foy-la-Grande som tillhör arrondissementet Libourne. År 2022 hade Riocaud 195 invånare.

## Befolkningsutveckling
Antalet invånare i kommunen Riocaud
Referens:INSEE